# Vojko Obersnel
Vojko Obersnel (Fiume, 25 marzo 1957) è un politico croato, sindaco di Fiume dal 2000 al 2021.

## Biografia
Nato a Fiume, nell'allora Repubblica Socialista di Croazia, compì in città gli studi primari e secondari, trasferendosi poi a Zagabria e laureandosi nel 1980 presso la facoltà di scienze naturali e matematiche dell'Università di Zagabria, ottenendo un master in scienze naturali. Ha inoltre compiuto lo studio postlaurea presso la facoltà di medicina della stessa università.
Tra il 1982 e il 1997 è stato docente di biologia e genetica medicinale presso la facoltà di medicina dell'Università di Zagabria.

### Carriera politica
Nel 1990 si iscrisse al Partito Socialdemocratico, con cui fu eletto consigliere nel 1997 a Fiume, servendo come presidente del dipartimento per la salute e la previdenza sociale, espandendo notevolmente il sistema sanitario della città dalmata.

#### Sindaco di Fiume
Il 2 marzo 2000 fu nominato sindaco in seguito alle dimissioni di Slavko Linić, alla guida della città dal 1993, dovute alla sua nomina a vice primo ministro da Ivica Račan. Successivamente fu rieletto nel 2001, nel 2005, nel 2009, nel 2013 e nel 2017.
In vista della nomina di Fiume come capitale europea della cultura 2020 il sindaco ha affermato l'intenzione di reintrodurre il bilinguismo nella città, inviando inoltre una richiesta al ministro Lovro Kuščević per richiedere la reintroduzione della bandiera tricolore utilizzata dallo Stato libero di Fiume tra il 1920 e il 1924.

## Vita privata
È sposato con Branka, una pediatra, da cui ha avuto un figlio, Ognjen, nato nel 1984.
Parla fluentemente l'inglese e possiede una conoscenza passiva di francese e italiano.